# 里霍博斯 (喬治亞州哈里斯縣)
里霍博斯（英語：Rehoboth）是位於美國喬治亞州哈里斯縣的一個非建制地區。該地的面積和人口皆未知。

## 地理
里霍博斯的座標為32°37′33″N 85°02′12″W / 32.62583°N 85.03667°W，而該地的平均海拔高度為318米（即1043英尺）。